# 5 Astraea
5 Astraea este un asteroid din centura de asteroizi. Astraea a fost al cincelea asteroid care a fost descoperit, pe 8 decembrie 1845, de către K.L. Hencke. Este denumit după Astraea, zeița greacă a justiției.